# Liban aux Jeux olympiques d'hiver de 2022
Le Liban participe aux Jeux olympiques d'hiver de 2022 à Pékin en Chine du 9 au 20 février 2022. Il s'agit de sa dix-huitième participation à des Jeux d'hiver.

## Athlètes engagés
| Sport       | Hommes | Femmes | Total |
| ----------- | ------ | ------ | ----- |
| Ski alpin   | 1      | 1      | 2     |
| Ski de fond | 1      | 0      | 1     |
| Total       | 2      | 1      | 3     |

## Résultats

### Ski alpin
Deux quotas sont attribués au comité au terme de la saison 2021-2022:
- Chez les femmes, Manon Ouaiss[2] sera engagée en Slalom géant ; elle était sur le point de se qualifier pour Pyeongchang 2018 mais n'avait pu prétendre à défendre son rang après une fracture de la clavicule et une déchirure du ligament croisé. Elle est notamment médaillée d'argent aux Championnats d'Asie de ski alpin.
- Chez les hommes, César Arnouk s'est qualifié pour Pékin 2022 après avoir remporté la compétition de slalom masculin lors de l'épreuve des Cèdres du Liban lors de la saison 2020-2021.

| Athlète      | Épreuve      | 1re manche  | 1re manche | 2e manche | 2e manche | Total        | Total   |
| Athlète      | Épreuve      | Temps       | Rang       | Temps     | Rang      | Temps        | Rang    |
| ------------ | ------------ | ----------- | ---------- | --------- | --------- | ------------ | ------- |
| Cesar Arnouk | Slalom       | 1 min 7 s 5 | 47e        | 58 s 37   | 34e       | 2 min 5 s 42 | 38e     |
| Cesar Arnouk | Slalom géant | Abandon     | Abandon    | Éliminé   | Éliminé   | Éliminé      | Éliminé |

| Athlète      | Épreuve      | 1re manche   | 1re manche | 2e manche    | 2e manche | Finale       | Finale  |
| Athlète      | Épreuve      | Temps        | Rang       | Temps        | Rang      | Temps        | Rang    |
| ------------ | ------------ | ------------ | ---------- | ------------ | --------- | ------------ | ------- |
| Manon Ouaiss | Slalom       | 1 min 2 s 69 | 52e        | 1 min 2 s 96 | 46e       | 2 min 5 s 65 | 46e     |
| Manon Ouaiss | Slalom géant | 1 min 8 s 88 | 54e        | Abandon      | Abandon   | Abandon      | Abandon |

### Ski de fond
Le Liban décroche un quota avec le fondeur Élie Taouk (ou Elie Tawk), skieur de 19 ans ayant commencé la compétition en 2019. Il avait représenté le Liban au JOJ d'hiver de 2020 avant de terminé 54e aux derniers championnats du monde de ski nordique.
| Athlète   | Épreuve                | Temps         | Rang |
| --------- | ---------------------- | ------------- | ---- |
| Elie Tawk | 15 km classique hommes | 51 min 46 s 5 | 92e  |

| Athlète   | Épreuve           | Qualification | Qualification | Quart de finale | Quart de finale | Demi-finale | Demi-finale | Finale  | Finale  |
| Athlète   | Épreuve           | Temps         | Rang          | Temps           | Rang            | Temps       | Rang        | Temps   | Rang    |
| --------- | ----------------- | ------------- | ------------- | --------------- | --------------- | ----------- | ----------- | ------- | ------- |
| Elie Tawk | Individuel hommes | 3 min 47 s 73 | 87e           | Éliminé         | Éliminé         | Éliminé     | Éliminé     | Éliminé | Éliminé |